# Lucía Hechavarría Schwesinger
Lucía Hechavarría Schwesinger (1974) es una botánica, taxónoma, y agrónoma cubana.
Desde 1995, desarrolla actividades académicas en el Instituto de Ecología y Sistemática, Agencia de Medio Ambiente, CITMA, en La Habana Realiza estudios taxonómicos en Malváceas de Cuba; y estudios florísticos; es curadora de la colección de los Herbarios de la Academia de Ciencias de Cuba; y también como administradora y manejo de la base de datos del herbario (HAJB). Trabaja sobre las epífitas vasculares del macizo de Guamuhaya, en el centro de Cuba, y las estrategias de gestión para su conservación en Naturales y Agroecosistemas.

## Algunas publicaciones
- p.a. González Gutiérrez, s.i. Suárez Terán, lucía Hechavarría Schwesinger, ramona Oviedo Prieto. 2009. Plantas exóticas invasoras o potencialmente invasoras que crecen en ecosistemas naturales y seminaturales de la provincia Holguín, región nororiental de Cuba. Bot. Complut. 33: 89-103 artículo en línea ISSN 0214-4565 (enlace roto disponible en Internet Archive; véase el historial, la primera versión y la última).

## Honores

### Membresías
- Sociedad Cubana de Botánica
- “Cuba Plant Specialist Group”, Species Survival Commission, World Conservation Union

- La abreviatura «Hechav.» se emplea para indicar a Lucía Hechavarría Schwesinger como autoridad en la descripción y clasificación científica de los vegetales.[4]